# Hôtel de ville de Manille
L‘hôtel de ville de Manille  est un monument caractéristique de Manille, capitale des Philippines. L'édifice, avec sa tour hexagonale et son horloge rouge sur trois de ses faces, a reçu des commentaires défavorables pendant ses années initiales en raison de sa conception architecturale austère, son manque d'entrées et l'emplacement de la tour de l'horloge. Le plan du rez-de-chaussée a été méprisé pour sa ressemblance avec la forme d'un cercueil ou, à l'inverse, avec celle d'un bouclier de chevaliers templiers. 
De nos jours, beaucoup de critiques l'apprécient pour les raisons mêmes pour lesquelles il avait été vilipendé dans le passé. Le bâtiment est situé dans le centre touristique de la ville, avec beaucoup d'autres bâtiments administratifs et monuments. Le Musée national, le Musée du peuple philippin et le département du tourisme sont situés juste au sud de l'hôtel de ville. L'hôtel de ville est également situé juste à l'extérieur de la partie la plus ancienne de Manille, la ville fortifiée d'Intramuros.

## Le complexe

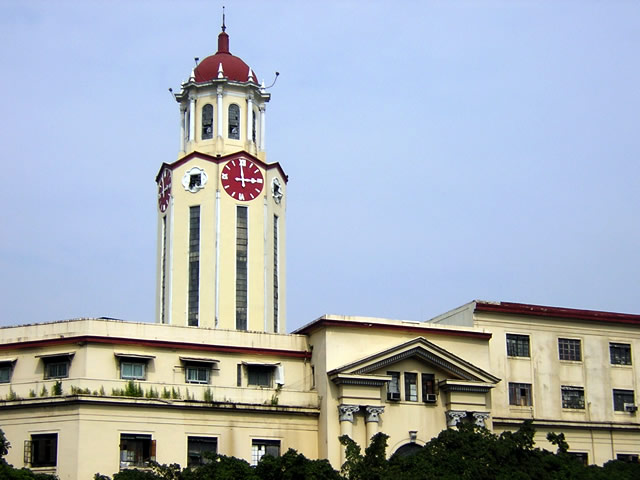
La tour de l'horloge de hôtel de ville de Manille.

Le bâtiment a été conçu et dessiné par Antonio Toledo. Tous les arbres à l'intérieur et aux alentours ont été plantés par le maire de Manille Ramon Bagatsing au début des années 1970. 

### Tour de l'horloge
La Tour de l'horloge est devenue une marque importante pour Manille et l'hôtel de ville. La nuit, la tour est illuminée, ses détails mis en valeur par l'éclairage. La cloche sonne trois fois chaque heure, suivie par un carillon. On l'identifie comme plus grande tour d'horloge des Philippines.

### Services
L'hôtel de ville est le bâtiment administratif principal et abrite le gouvernement local de la ville de Manille. Les départements suivants y sont installés :
- Gestion générale
- Génération du revenu
- Aide juridique ou public
- Santé
- Infrastructure et hygiène

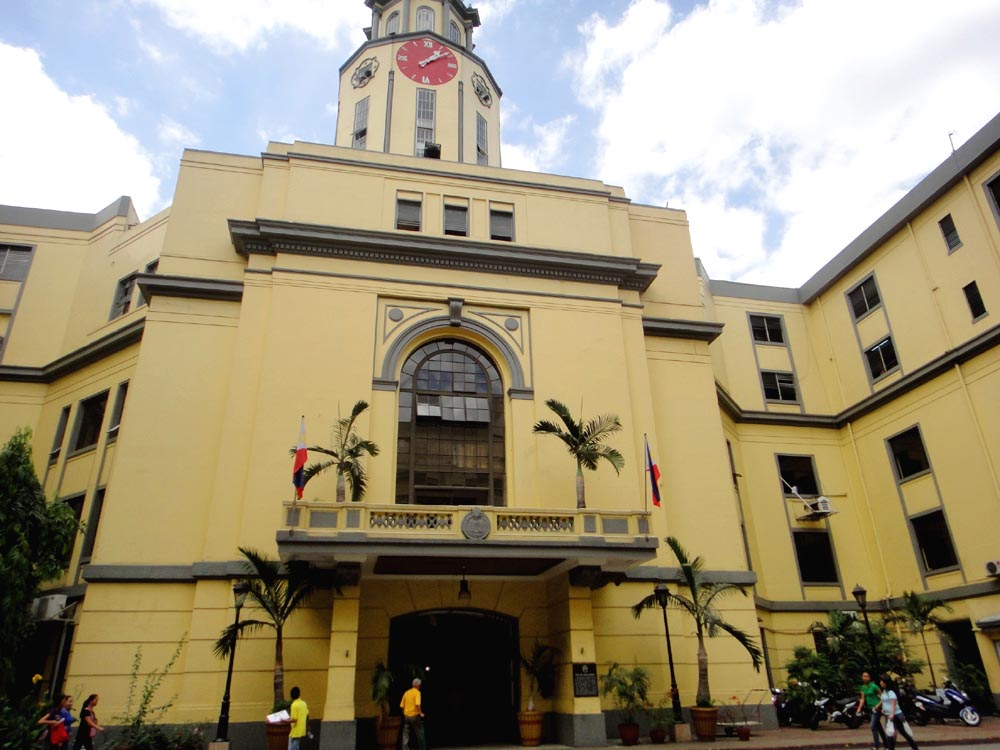
La tour de l'horloge vue depuis la cour.

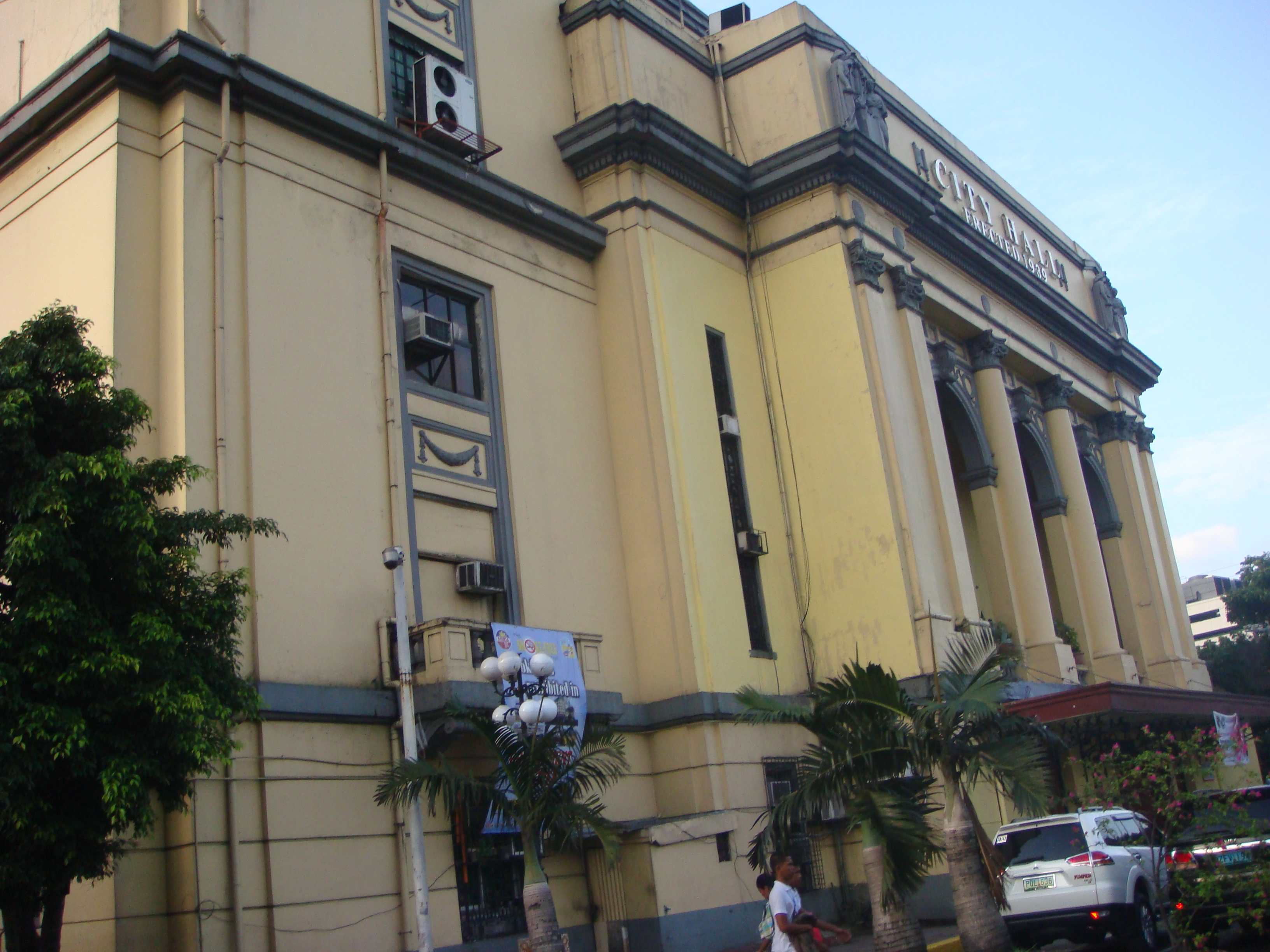
Façade à l'intersection de P. Burgos, d'A. Villegas et de l'avenue Taft (2012).

- Service d'assistance sociale publique
- Éducation
- Bureau des médias
- Traitement électronique de données
- Équipe de secours
- Service policier

L'hôtel de ville est ouvert de public de 8h du matin à 17h, lundi à vendredi.